# Cerkiew Opieki Matki Bożej w Kroniach
Cerkiew Opieki Matki Bożej (lit. Kruonio Dievo Motinos Globėjos cerkvė) – prawosławna cerkiew w Kroniach, wzniesiona w latach 20. XX wieku. 

## Historia
Prawosławie było obecne w Kroniach już w XVII wieku, kiedy z polecenia księcia Bogdana Ogińskiego w miejscowości została wzniesiona cerkiew Świętej Trójcy. Po śmierci Ogińskiego wdowa po nim zorganizowała przy niej męski monaster, filię wileńskiego monasteru Świętego Ducha. Istniał on do 1810, kiedy Świątobliwy Synod Rządzący zdecydował o jego likwidacji wobec spadku liczby zakonników do dwóch hieromnichów i jednego hierodiakona. Dawna cerkiew monasterska została przekazana nowo powołanej parafii prawosławnej, w której rękach pozostawała do 1919, kiedy spontanicznie została przejęta przez miejscową ludność katolicką, a decyzję tę potwierdziły władze państwowe. Jednak w 1926, widząc przyrost ludności prawosławnej w Kroniach, władze zgodziły się wydzielić parcelę pod budowę cerkwi parafialnej przy ulicy Slavu, na granicy miejscowości, w miejscu określanym potocznie jako „słowiański koniec”. 
Cerkiew została wzniesiona z ofiar wiernych z parafii w Kroniach oraz prawosławnych z innych miejscowości. Symboliczne 50 litów przekazał metropolita wileński i litewski Eleuteriusz (Bogojawleński). Ten sam duszpasterz poświęcił gotowy budynek 14 października 1927. Cerkiew była czynna przez cały okres II wojny światowej, również po jej zakończeniu władze stalinowskie zarejestrowały ją jako czynną świątynię prawosławną. Od połowy lat 70. XX w. jest to cerkiew filialna parafii w Kownie.

## Architektura
Cerkiew w Kroniach jest drewniana, bezwieżowa, orientowana. Wejście do budynku prowadzi przez drzwi z wyrzeźbionym krzyżem prawosławnym. Okna cerkwi są prostokątne, po trzy w ścianach bocznych obiektu. Cerkiew ma wyraźnie wyodrębnione, czworobocznie zamknięte prezbiterium z niewielką cebulastą kopułą w środku dachu. W przeszłości obok budynku znajdowała się dzwonnica z trzema dzwonami, niezachowana do naszych czasów. 